# Кайырма (Чуйский район)
Кайырма (кирг. Кайырма) — село в Чуйском районе Чуйской области Кыргызстана. Входит в состав Онбир-Джылгинского айылного аймака.

## География
Село расположено в центральной части области, к востоку от реки Шамси, на расстоянии приблизительно 12 километров (по прямой) к юго-востоку от города Токмак, административного центра района. Абсолютная высота — 1279 метров над уровнем моря.

## Население
Согласно оценочным данным Национального статистического комитета Кыргызской Республики, численность населения села на начало 2023 года составляла 901 человек.
| год     | 2009 | 2014 | 2015 | 2020 | 2021 | 2023 |
| ------- | ---- | ---- | ---- | ---- | ---- | ---- |
| человек | 837  | 1026 | 1034 | 1030 | 1033 | 901  |